# بيل سلاتر (سياسي)
بيل سلاتر (بالإنجليزية: Bill Slater)‏ هو دبلوماسي ومحامي وسياسي أسترالي، ولد في 20 مايو 1890 في وانجارتا في أستراليا، وتوفي في 19 يونيو 1960 في ساوث ملبورن في أستراليا. حزبياً، نشط في حزب العمال الأسترالي.

## مناصب
- انتخب Speaker of the Victorian Legislative Assembly [الإنجليزية]‏ (1 مايو 1940 – 20 أكتوبر 1942).
- انتخب عضو الجمعية التشريعية فيكتوريا عن دائرة Electoral district of Dundas (Victoria) [الإنجليزية]‏ (6 سبتمبر 1932 – 8 نوفمبر 1947).
- انتخب عضو المجلس التشريعي الفيكتوري عن دائرة Doutta Galla Province [الإنجليزية]‏ (18 يونيو 1949 – 19 يونيو 1960).
- انتخب عضو الجمعية التشريعية فيكتوريا عن دائرة Electoral district of Dundas (Victoria) [الإنجليزية]‏ (15 نوفمبر 1917 – 14 مايو 1932).